# Туркестан
Туркестан или Туркистан (буквално се превежда като „Земя на тюрките“) е исторически регион в Азия. Разположен е между Сибир на север, Тибет, сегашен Пакистан, Иран и Афганистан на юг, Пустинята Гоби на изток и Каспийско море на запад. Огузите (туркмените), узбеките, казахите и уйгурите са някои от тюркските народи, населяващи региона, който през годините се е разпростирал широко в Евразия, образувайки някои тюркски държави като Турция и Азербайджан и тюркски региони като Татарстан в Русия и Крим в Украйна.
Туркестан се дели на Афганистански Туркестан, Руски Туркестан и Източен Туркестан.

## История
Туркестан има богата история, датирана още от трето хилядолетие пр. Хр. Пътят на коприната минавал от там и това развило търговията. Туркестан се заселва с тюрки по време на тюркската експанзия от 4 до 6 век.
Хуните завзели региона през 2 век пр. Хр. След разпадането на Хунската империя Китай завзема Източен Туркестан. През 8 век бил завзет от арабите. Впоследствие Персийската империя завзела региона и в Туркестан настъпил икономически подем. Туркестан е владян от различни тюркски сили като гьоктюрките до завладяването от Чингис хан и монголите през 1220 г. Чингис хан дал територията на сина си Чагатай и територията станала Чагатайско ханство. Тимур завзел територията през 1369 г. и регионът станал част от Тимурската империя.